# FX (stacja telewizyjna)
FX – kanał rozrywkowy produkowany przez spółkę Fox. Emituje popularne amerykańskie seriale komediowe, kryminalne, dramaty, reality-show i programy rozrywkowe. Program FX przede wszystkim wykorzystuje obszerne archiwa telewizji Fox.
Kanał rozpoczął nadawanie w 1 czerwca 1994 roku. Jest dostępny m.in. w Wielkiej Brytanii i we Włoszech. W Wielkiej Brytanii dostępna jest też jego czasowo przesunięta wersja FX+1 oraz w wysokiej rozdzielczości FX HD.

## Programy obecnie emitowane

### Seriale obyczajowe
- American Horror Story (2011-)
- Fargo (2014-)
- American Crime Story (2016-)
- Tabu (2017-)[1]
- Snowfall (2017-)[2]
- Pose (2018-)[3]
- Mayans M.C. (2018-)[4]

### Seriale komediowe
- Atlanta (2016–2019)[5]
- Better Things (2016-)[5]
- Mr Inbetween (2018-)
- What We Do in the Shadows (2019-)

### Seriale planowane w przyszłości do emisji
- Hue 1968 (2018-)[6]
- The Mastermind (2018-)[7]
- Breeders (2019-)[8]

### Seriale animowane
- Archer (2009-)

### Programy sportowe
- College Football on FX (2011-)
- UFC on FX (2012-)
- Liga Mistrzów UEFA (półfinały, 2011-)

### Programy rozrywkowe
- DVD on TV (2001-)

### Teleturnieje
- Are You Smarter Than a 5th Grader? (2011-)

## Programy dawniej nadawane

### Seriale obyczajowe
- Legion (2017–2019)[9][10]
- Trust (2018)[11]
- Konflikt (2017)[12]
- Zawód: Amerykanin (2013-2018)
- Justified: Bez przebaczenia (2010–2015)
- Posłaniec gniewu (2015)[13][14]
- The Shield: Świat glin (2002–2008)
- Bez skazy (2003–2010)
- Wołanie o pomoc (2004–2011)
- Odległy front (2005)
- Złodziej (2006)
- Dirt (2007–2008)
- The Riches (2007–2008)
- Układy (2007−2010)
- Lights Out (2010)
- Terriers (2010)
- The Bridge: Na granicy (2013–2014)
- Synowie Anarchii (2008-2014)
- Tyran (2014–2016)
- Wirus (2014–2017)
- Fosse/Verdon (2019)

### Seriale komediowe
- Baskets (2016–2019)
- Louie (2010–2015)
- Sex&Drugs&Rock&Roll (2015–2016)
- Wilfred (2011–2013,przeniesiony do FXX od 2014)
- Legit (2013, przeniesiony do FXX)
- Lucky (2003)
- Nagi patrol (2000−2002)
- Starved (2005)
- Testees (2008)
- The League (2009−2013, przeniesiony do FXX)
- U nas w Filadelfii (2005–2013, przeniesiony do FXX)
- Saint George (2014)
- Partners (2014)
- Jeden gniewny Charlie (2012–2014)
- You’re the Worst (2014,przeniesiony do FXX)
- Married (2014–2015)
- The Comedians (2015)

### Animowane
- Bez nadzoru (2012)
- Chozen (2014)

### Programy sportowe
- The Ultimate Fighter (2012–2013, przeniesiony do FXX)

### Programy rozrywkowe
- Totally Biased with W. Kamau Bell (2012–2013, przeniesiony do FXX)